# Behamberg

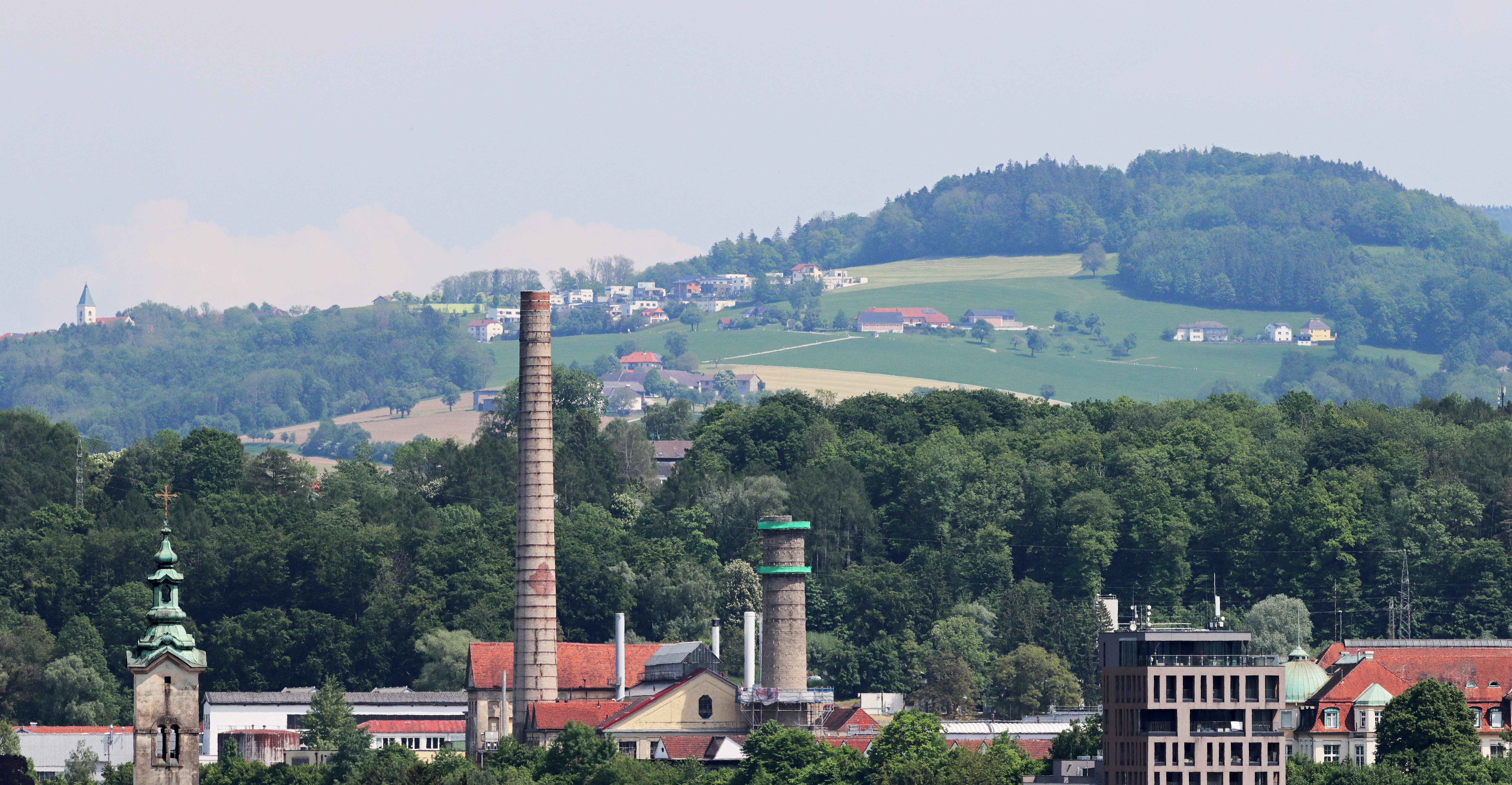
Blick über Steyr nach Behamberg

Behamberg ist eine Gemeinde mit 3444 Einwohnern (Stand 1. Jänner 2025) im Bezirk Amstetten in Niederösterreich.

## Geographie
Behamberg umfasst 20,26 km² und liegt im Mostviertel. Die Gemeinde liegt wenige Kilometer östlich der Stadt Steyr. Mehr als siebzig Prozent der Fläche werden landwirtschaftlich genutzt, sechzehn Prozent sind bewaldet.

### Gemeindegliederung
Behamberg besteht aus vier Katastralgemeinden und gleichnamigen Ortschaften (Fläche Stand 31. Dezember 2023, Bevölkerung am 1. Jänner 2025):
- Badhof (432,93 ha, 347 Ew.) samt Daxberg, Laach, Ritz und Steinbach
- Penz (inkl. Behamberg Ort, Post und anderen Ortsteilen; 709,74 ha, 1995 Ew.) samt Anger, Behamberg, Brettbach, Eglschachen, Kindlehen, Post, Raming und Schaumberg
- Ramingdorf (156,04 ha, 401 Ew.) samt Weixlgarten
- Wanzenöd (726,9 ha, 701 Ew.) samt Anetzberg, Blindhof, Heuberg, Holz, Knarzhub, Oedt, Pühring und Wachtberg

### Nachbargemeinden
|                           |                                             | Haidershofen        |
| Steyr (Statutarstadt), OÖ | Kompassrose, die auf Nachbargemeinden zeigt |                     |
|                           | St. Ulrich bei Steyr (Bez. Steyr-Land, OÖ)  | St. Peter in der Au |

## Geschichte
In der Antike war das Gebiet Teil der Provinz Noricum. Am Hardeggerfeld gibt es nach Luftaufnahmen aus den 1970er-Jahren und nach Prospektion per Magnetfeldmessung und Bodenradar 2018 anlässlich des Plans einen neuen Fußballplatz zu errichten Hinweise für eine Römersiedlung im Boden.
Der Name Behamberg scheint erstmals um 1082 urkundlich auf. Um 1254 teilt König Ottokar Oberösterreich und Niederösterreich; Behamberg wird zu Oberösterreich gegliedert. Seitdem 1490 der ungarische König Corvinus das Gebiet besetzte, gehört Behamberg zu Niederösterreich, da es in das Besatzungsgebiet von Corvinus eingegliedert wurde. 1577 wird ein Schulmeister in Behamberg durch eine Namensnennung urkundlich dokumentiert.
Das ehemalige Schloss Steinbach ist um 1800 verfallen.
1850 wurde erstmals ein Gemeinderat gewählt. 1868 wurde mit der Eröffnung der Rudolfsbahn ein Bahnhof in Rammingdorf in Betrieb genommen. 1880 wurde der Musikverein Behamberg gegründet, 1902 wurde eine Raiffeisenkasse eröffnet. In den Jahren 1923 und 1924 wurden die Freiwilligen Feuerwehren in Behamberg bzw. Wachtberg gegründet. Im Jahr 1927 wurde Behamberg an das Telefonnetz angeschlossen. Laut Adressbuch von Österreich waren im Jahr 1938 in der Ortsgemeinde Behamberg ein Arzt, zwei Gastwirte, eine Schneiderin, zwei Schuster, drei Viehhändler, ein Zimmermeister und mehrere Landwirte ansässig. Nach dem Anschluss an das NS-Deutschland wurden die Katastralgemeinden Hinterberg und Münichholz nach Steyr eingemeindet.
Mit dem Ende des Zweiten Weltkrieges wurde Behamberg von der Sowjetarmee als Stützpunkt genutzt. Von 1949 bis 1950 wurde der Ort an das Stromnetz angeschlossen. Von 1973 bis 1975 wurde ein Wasserleitungsnetz von 25 km Länge errichtet. 1988 wurde ein Kanalnetz, 1994 ein Seniorenwohnhaus errichtet. Von 2005 bis 2007 wurde der Ortsplatz in Behamberg umgebaut.

### Bevölkerungsentwicklung
Bei der starken Zunahme rund um die Jahrtausendwende waren Geburtenbilanz und Wanderungsbilanz positiv. Nach 2001 gab es eine Abwanderung, die aber durch den Geburtenüberschuss ausgeglichen wurde.
| Behamberg: Einwohnerzahlen von 1869 bis 2025        | Behamberg: Einwohnerzahlen von 1869 bis 2025 | Behamberg: Einwohnerzahlen von 1869 bis 2025 | Behamberg: Einwohnerzahlen von 1869 bis 2025 | Behamberg: Einwohnerzahlen von 1869 bis 2025 |
| --------------------------------------------------- | -------------------------------------------- | -------------------------------------------- | -------------------------------------------- | -------------------------------------------- |
| Jahr                                                |                                              |                                              |                                              | Einwohner                                    |
| 1869                                                | 1869                                         |                                              | 1.307                                        | 1.307                                        |
| 1880                                                | 1880                                         |                                              | 1.186                                        | 1.186                                        |
| 1890                                                | 1890                                         |                                              | 1.460                                        | 1.460                                        |
| 1900                                                | 1900                                         |                                              | 1.277                                        | 1.277                                        |
| 1910                                                | 1910                                         |                                              | 1.267                                        | 1.267                                        |
| 1923                                                | 1923                                         |                                              | 1.376                                        | 1.376                                        |
| 1934                                                | 1934                                         |                                              | 1.428                                        | 1.428                                        |
| 1939                                                | 1939                                         |                                              | 1.556                                        | 1.556                                        |
| 1951                                                | 1951                                         |                                              | 1.554                                        | 1.554                                        |
| 1961                                                | 1961                                         |                                              | 1.762                                        | 1.762                                        |
| 1971                                                | 1971                                         |                                              | 1.999                                        | 1.999                                        |
| 1981                                                | 1981                                         |                                              | 2.487                                        | 2.487                                        |
| 1991                                                | 1991                                         |                                              | 2.876                                        | 2.876                                        |
| 2001                                                | 2001                                         |                                              | 3.151                                        | 3.151                                        |
| 2011                                                | 2011                                         |                                              | 3.244                                        | 3.244                                        |
| 2021                                                | 2021                                         |                                              | 3.500                                        | 3.500                                        |
| 2025                                                | 2025                                         |                                              | 3.444                                        | 3.444                                        |
| Quelle(n): Statistik Austria, Gebietsstand 1.1.2021 |                                              |                                              |                                              |                                              |

## Kultur und Sehenswürdigkeiten
- Schloss Ramingdorf

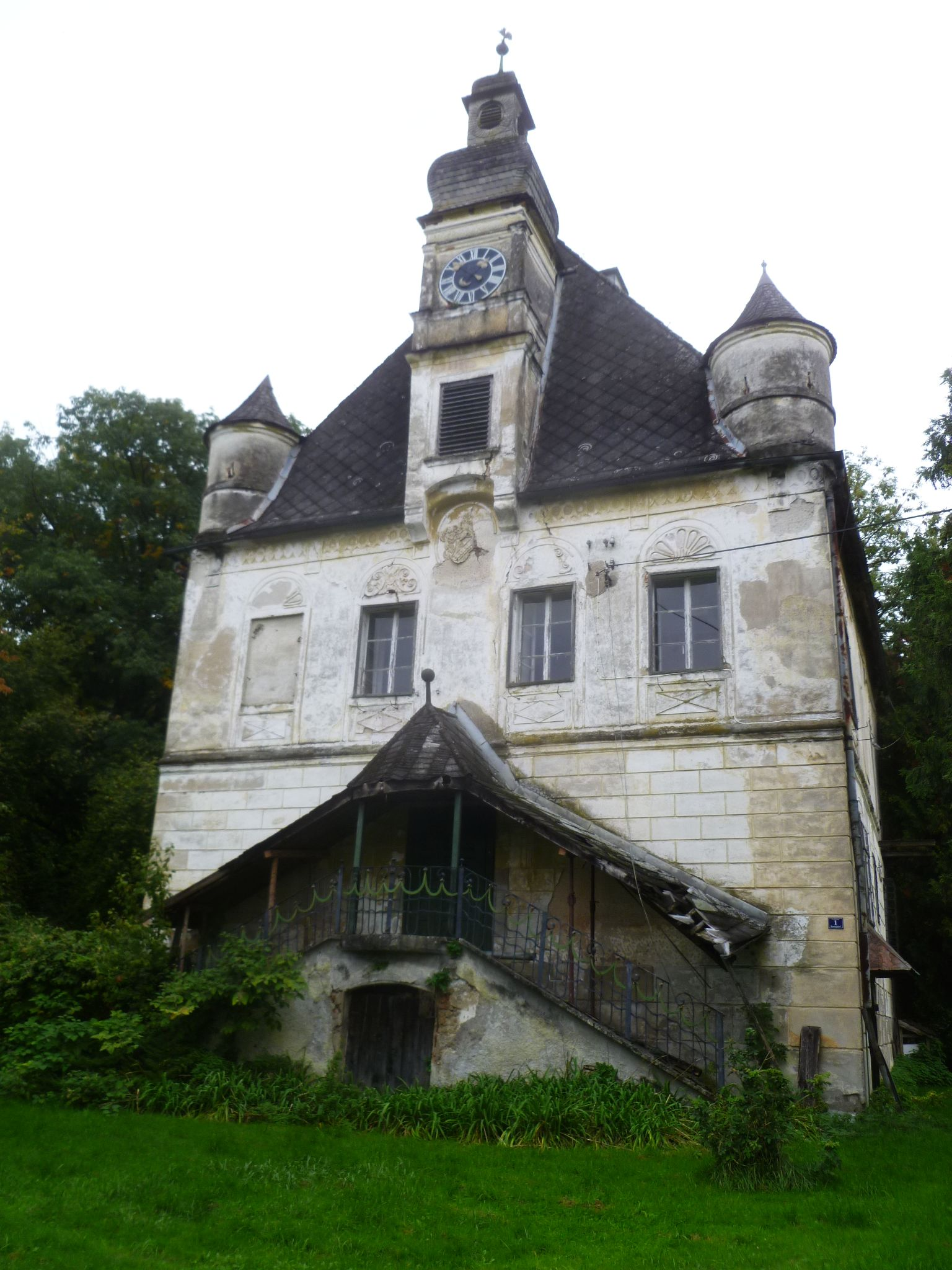
Schloss Ramingdorf

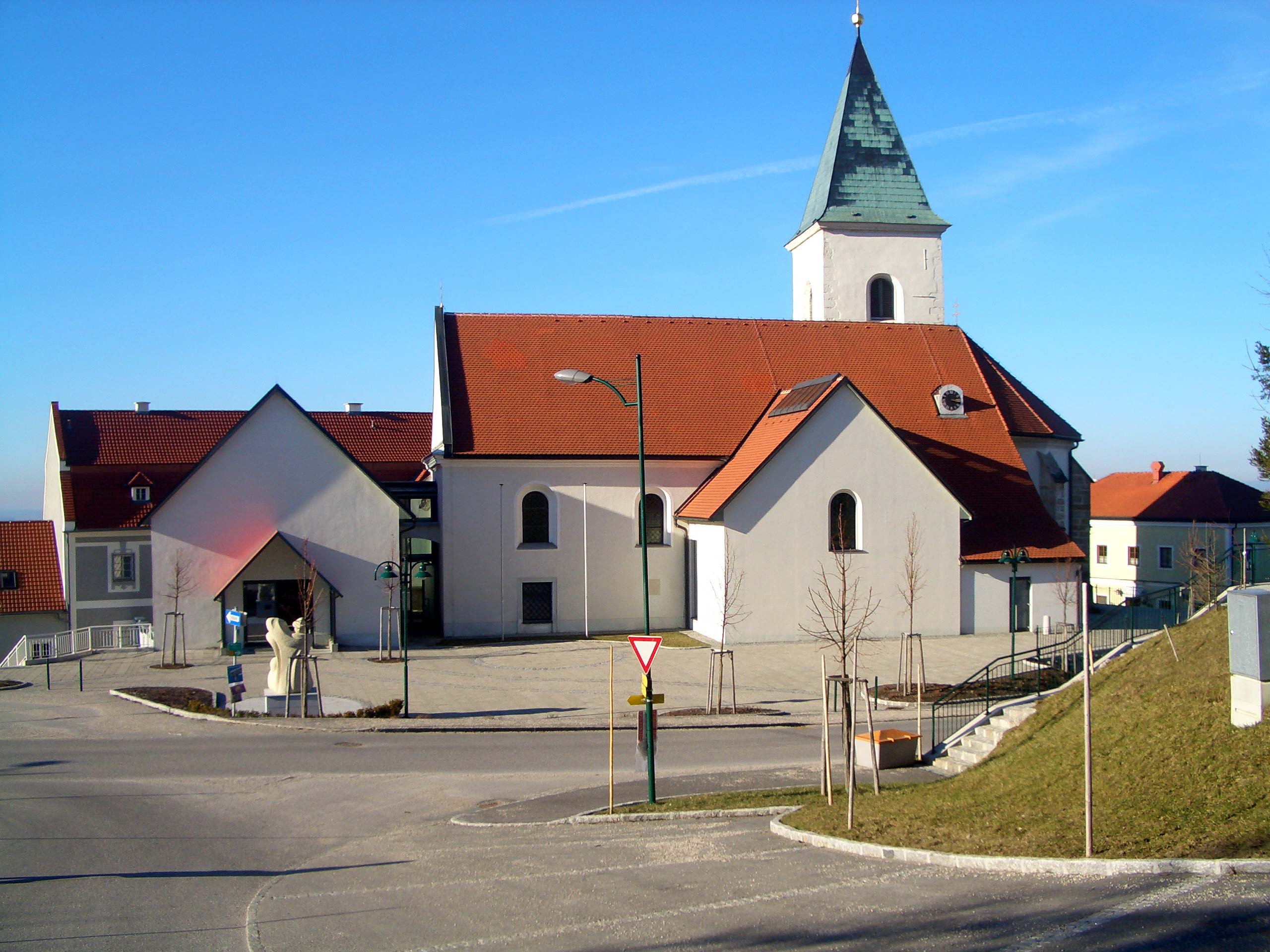
Pfarrkirche Behamberg

- Katholische Pfarrkirche Behamberg hl. Martin

## Wirtschaft und Infrastruktur

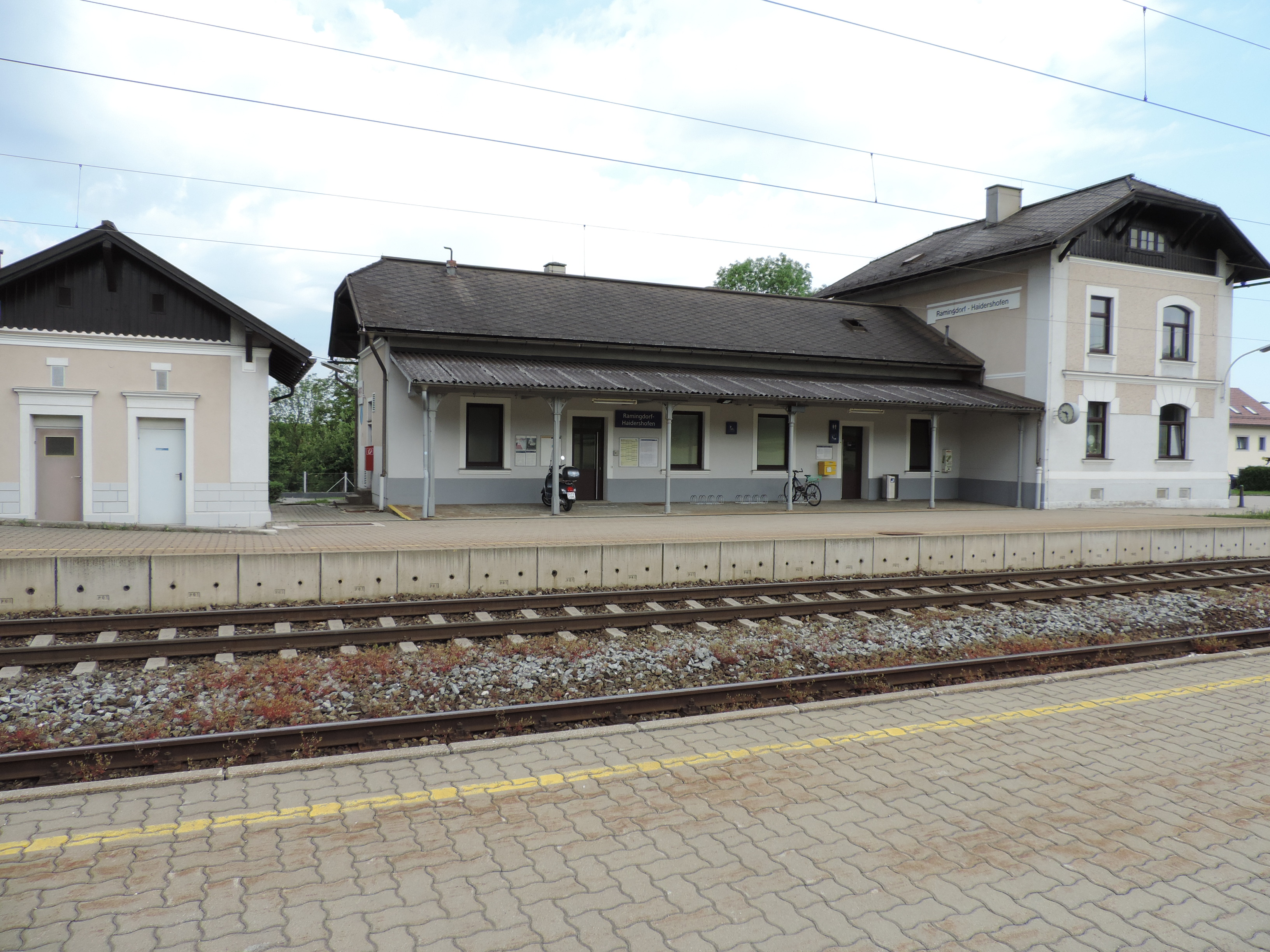
Bahnhof Ramingdorf-Haidershofen

### Öffentliche Einrichtungen
In der Gemeinde gibt es eine Volksschule.

### Infrastruktur
- Eisenbahn: Durch das Gemeindegebiet verläuft ein Ast der Rudolfsbahn und bei Ramingdorf befindet sich die Haltestelle  Ramingdorf-Haidershofen mit Schnellbahnverbindungen nach Linz und Steyr.[8]
- Biomasseheizkraftwerk Steyr an der Grenze zur Stadt Steyr
- Straßen: Die Haager Straße B 42 verbindet die Gemeinde mit Steyr im Westen und der West Autobahn A 1 im Nordosten.

### Vereine
In Behamberg gibt es zahlreiche Vereine, darunter:
- FF Behamberg
- FF Wachtberg
- ASV Behamberg-Haidershofen
- Bauernbund
- FC Behamberg
- Perchtenverein Höhnpass
- Jägerschaft
- Landjugend
- Motocrossclub
- Musikverein Wachtberg
- Musikverein Behamberg
- Theatergruppe

## Politik

### Gemeinderat
Der Gemeinderat hat 23 Mitglieder.
- Nach den Gemeinderatswahlen in Niederösterreich 1990 hatte der Gemeinderat folgende Verteilung: 15 ÖVP und 6 SPÖ.
- Nach den Gemeinderatswahlen in Niederösterreich 1995 hatte der Gemeinderat folgende Verteilung: 14 ÖVP, 5 SPÖ und 2 FPÖ.[9]
- Nach den Gemeinderatswahlen in Niederösterreich 2000 hatte der Gemeinderat folgende Verteilung: 15 ÖVP, 5 SPÖ und 1 FPÖ.[10] (21 Mitglieder)
- Nach den Gemeinderatswahlen in Niederösterreich 2005 hatte der Gemeinderat folgende Verteilung: 16 ÖVP und 7 SPÖ.[11]
- Nach den Gemeinderatswahlen in Niederösterreich 2010 hatte der Gemeinderat folgende Verteilung: 16 ÖVP, 5 SPÖ und 2 FPÖ.[12]
- Nach den Gemeinderatswahlen in Niederösterreich 2015 hatte der Gemeinderat folgende Verteilung: 14 ÖVP, 6 SPÖ und 3 FPÖ.[13]
- Nach den Gemeinderatswahlen in Niederösterreich 2020 hatte der Gemeinderat folgende Verteilung: 17 ÖVP, 4 SPÖ und 2 FPÖ.[14]
- Nach den Gemeinderatswahlen in Niederösterreich 2025 hat der Gemeinderat folgende Verteilung: 14 ÖVP, 6 FPÖ und 3 SPÖ.[15]

### Bürgermeister
- bis 2008 Josef Gaßner (ÖVP)
- 2008–2025 Karl Josef Stegh (ÖVP)
- seit 2025 Christian Wührleitner (ÖVP)

### Wappen
Das Wappen zeigt den doppelschweifigen Löwen des ehemaligen Kronlandes Böhmen auf grünem Dreiberg. Es soll als redendes Wappen einen Bezug zum Ortsnamen herstellen. Die Ortsbezeichnung Behamberg (= Berg der Böhmen) weist in seiner Deutung auf eine slawische Siedlung des 9. bzw. 10. Jahrhunderts hin (Beham/Böhme = Synonym für Slawe), die als Vorläufer der heutigen Siedlung anzusehen ist. Der grüne Dreiberg soll zusätzlich die hügelige Landschaft des Alpenvorlandes, in der das Gemeindegebiet liegt, symbolisieren.
Blasonierung: Im roten Wappen mit einem grünen Dreiberg im Schildfuß wächst ein schwarz bewehrter silberner doppelschwänziger goldgekrönter Löwe.

## Persönlichkeiten

### Ehrenbürger der Gemeinde
- Anton Fuchshuber (1929–2019), Alt-Bürgermeister von Behamberg[16]
- Hugo (Karl) Springer OSB, Abt von Seitenstetten
- Theodor (Johann) Springer OSB, Abt von Seitenstetten